# François-Henri de Hoensbroeck
Ne doit pas être confondu avec César-Constantin-François de Hoensbroeck.
François-Henri Jean Népomucène Amour, marquis de Hoensbroeck et comte du Saint-Empire (né en 1727 et décédé en 1792), fils de François-Arnould, marquis de Hoensbroeck, et d'Anne-Sophie, comtesse de Schönborn, fut un membre important de l'ordre Teutonique au XVIIIe siècle.

## Biographie
François-Henri, marquis de Hoensbroeck, fut armé chevalier de l'ordre Teutonique à Mergentheim le 14 septembre 1751. En 1763, il devint commandeur d'Aschaffenburg et d'Ordingen. Il quitta cette dernière commanderie en 1768 pour celle de Fouron-Saint-Pierre. Bien qu'il voulût y rester, il dut la quitter deux ans plus tard (1770) pour la commanderie plus confortable de Bernissem. Peu après, il fut promu grand conseiller.
Il était en outre également conseiller secret et lieutenant-feldmaréchal de l'électeur de Mayence et lieutenant-colonel et chambellan de l'empereur.
À son décès, il s'avéra que son héritage était grevé de dettes.

## Iconographie
- Le commandeur François-Henri de Hoensbroeck, 3e quart du XVIIIe siècle, peinture à l'huile sur toile, 95 x 72 cm (Collection privée).